# النهر العميق (رواية)
النهر العميق (باليابانية: 深い河 وتُنطق فوكاي كاوا) هي رواية بواسطة شوساكو إندو نشرت في عام 1993.

## ملخص الحبكة
تتبع القصة رحلة أربعة سياح يابانيين في جولة إلى الهند. كان لكل منهم أغراض مختلفة وتوقعات مختلفة. على الرغم من أن الجولة توقفت عند اغتيال رئيس الوزراء أنديرا غاندي من قبل المتشددين السيخ، إلا أن السياح يعثرون على اكتشافاتهم الروحية الخاصة بهم على ضفاف نهر الغانج.
أحد السياح هو أوسامو إيزوبي. وهو مدير من الطبقة المتوسطة ماتت زوجته بسبب السرطان. على فراش الموت طلبت منه أن يبحث عنها في تناسخ أرواح في المستقبل. يأخذه البحث إلى الهند، على الرغم من أن لديه شكوك حول التناسخ.
كيجوتشي تطارده أهوال وقت الحرب في بورما ويسعى إلى الطقوس البوذية التي تتم في الهند من أجل نفوس أصدقائه في الجيش الياباني فضلا عن أعدائه. كيجوتشي أعجب بمتطوعة أجنبية مسيحية ساعدت صديقه المريض في التعامل مع التجارب المأساوية خلال الحرب.
نومادا لديه حب عميق للحيوانات منذ أن كان طفلا في منشوريا. ويعتقد أن طيرا أليفا كان يملكه مات بدلا منه. يذهب إلى الهند في زيارة لمحمية طيور.
ميتسوكو ناروسى وبعد زواج فاشل، تدرك أنها شخص غير قادر على الحب. تذهب إلى الهند أملا في العثور على معنى للحياة. يتم اختبار قيمها في انتظار أوتسو زميلها السابق والذي أغرته بقسوة ثم تركته. على الرغم من أنه كان لديه مهنة واعدة ككاهن كاثوليكي، إلا أن أفكار أوتسو وهرطقته حول فكرة الواحدية أدت إلى طرده. أصبح يساعد على حمل الموتى من الهنود المحليين إلى المحارق ليتم نثر رمادهم على نهر الغانج. تؤدي جهوده في نهاية المطاف إلى خطر له عند القبض عليه في أحد الحركات المعادية للسيخية في البلاد. وفي الوقت نفسه، يقابل ميتسوكو راهبتين من المبشرين ويبدأ في فهم فكرة أوتسو حول الواحدية.

## الشخصيات
- إيزوبي
- تاناكا - كبيرة الممرضات
- متسوكو
- نومادا
- كيجوتشي
- إينامي
- السيد سانجو
- السيدة سانجو
- أوتسو
- كايكو
- تشامودا - إلهة هندية
- كالي - إلهية هندية

## التحول إلى فيلم
ظهر فيلم مبني على الرواية (ويحمل أيضا نفس الاسم فوكاي كاوا) في عام 1995. كان الفيلم بواسطة كاي كوماي.

## في الثقافة العامة
في حلقة غروب الشمس من مسلسل الضياع، يظهر دوغان زعيم الآخرين في معبد يقرأ الرواية.